# Mevlan Adili
Mevlan Adili (in macedone Мевлан Адили?; Skopje, 30 marzo 1994) è un calciatore macedone, difensore del Gjilani.

## Carriera
Il 1º gennaio 2018 viene acquistato a titolo definitivo dalla squadra macedone dello Škendija.

## Palmarès

### Club

#### Competizioni nazionali
- Campionato macedone: 2

Škendija: 2017-2018, 2024-2025
- Coppa di Macedonia: 1

Škendija: 2017-2018
- Coppa d'Albania: 2

Vllaznia: 2020-2021, 2021-2022